# Dysphania luteopicta
Dysphania luteopicta är en fjärilsart som beskrevs av Walker 1864. Dysphania luteopicta ingår i släktet Dysphania och familjen mätare. Inga underarter finns listade i Catalogue of Life.